# Buněčná signalizace

Signalizační kaskády v buňce: ukázka složitosti molekulárních dějů v buňce

Buněčná signalizace je souhrn všech prostředků, jež používají buňky ke vzájemné komunikaci. V typickém případě je jednou buňkou vylučována jistá signální molekula, například na jejím povrchu nebo přímo do volného mimobuněčného prostoru, zatímco druhá buňka přijímá signál, a to zpravidla skrz tzv. receptor. Z receptorů vedou různé signalizační kaskády dovnitř buňky, kde ovlivňují různé buněčné procesy včetně změn v expresi genů.
Signálními molekulami mohu být jak různé bílkoviny na membráně, tak i různé cytokiny, hormony, neurotransmitery, růstové faktory a podobně.

## Vznik signálu
Buňky spolu v mnohobuněčném těle komunikují na různou vzdálenost. Pro popis této vzdálenosti se zažilo několik termínů, které se požívají hlavně v endokrinologii (oboru, který se zabývá hormony), ale i při popisu účinku cytokinů:
- endokrinní signalizace – na delší vzdálenost, obvykle dochází k vylučování do krve a ovlivňování vzdálených tkání; například luteinizační hormon z hypofýzy ovlivňuje vyvíjející se folikuly ve vaječnících
- parakrinní signalizace – na krátkou vzdálenost, například testosteron z Leydigových buněk ve varlatech účinkuje na buňky v semenotvorných kanálků
- neurokrinní signalizace – speciální případ, kdy jsou signální molekuly vylučovány nervovými buňkami a působí na jiné buňky jako neurotransmittery nebo neurohormony
- autokrinní signalizace – vylučovaná signální látka se váže na stejnou tkáň, v níž byla vyrobena, a to včetně samotné buňky, která ji vyprodukovala; například estradiol z granulózních buněk ovlivňuje výrobu progesteronu v těchto buňkách
- juxtakrinní signalizace – mezi dvěma sousedními buňkami, propojenými pomocí membránových proteinů a receptorů; je to případ typický pro různé růstové faktory, jako je TNF-α, TGF-α, CSF-1 a EGF
- intrakrinní signalizace – signální molekula je dodána do tkáně, ale ta si ji ještě upraví: buď zcela změní, nebo zvýší/sníží její biologickou aktivitu; příkladem je thyroxin, který se účinkem jistých enzymů mění na trijodthyronin s odlišnou aktivitou
- kryptokrinní signalizace – zcela specifický typ přenosu signálu např. mezi spermatidami a Sertoliho buňkami; signální látka se vůbec neuvolní do mimobuněčného prostoru, ale je předána přes mezerový spoj

## Přenos signálu buňkou
Je možné vystopovat určité obecné schéma buněčných signalizací. Nejčastěji je signál přijat na určitý receptor, který je v obvyklém případě umístěn na buněčné membráně. Mimo to však existují i vnitrobuněčné receptory, například různé steroidní receptory v cytosolu. Receptor naváže určitý ligand z okolí a obvykle na druhé straně spustí tzv. signalizační kaskádu. Jedná se vlastně o řadu proteinů, z nichž každý je aktivován tím předcházejícím. Umožňuje to mimo jiné zesílit původně skromný signál na bouři vnitrobuněčných pochodů odehrávající se v celém prostoru buňky. Jen díky tomu je možné například zcela zvnějšku zabít buňku v procesu tzv. apoptózy – signál je znásoben a tisíce enzymů vykonávají svou funkci.
Existuje velké množství různých signálních transdukcí, tedy přenosů signálu buňkou. Odvíjí se to do velké míry podle typu receptoru, který je v signalizaci angažován. Tak například pro receptory spřažené s G-proteinem je typické, že je aktivován G protein a následně často tzv. adenylátcykláza, která začne ve velkém vyrábět cAMP, tedy tzv. druhého posla. Přenosu z tyrosinkinázového receptoru se účastní často protein Ras a MAP kinázy. Pro cytokinový receptor je typická JAK/STAT signalizace. V embryonálním vývoji se mnohdy uplatňuje Wnt signalizace přes určitý typ receptorů spřažených s G proteinem.